# 印痕相手蟹
印痕相手蟹（学名：Sesarma impressum）为方蟹科相手蟹属的动物。分布于萨摩亚、菲律宾、马来半岛、马达加斯加、非洲东岸、台湾岛等地，生活环境为海水，主要生活于沿岸或河口处的沼泽中或灌木丛中。